# هفتادر (عقدا)
هفتادر (بالفارسية: هفتادر) هي قرية تقع في إيران في قسم عقدا الريفي. يقدر عدد سكانها بـ 404 نسمة بحسب إحصاء 2016.